# Lan (Lüliang)
Lan (en chino:岚县, pinyin:Lán xiàn) es un condado bajo la administración directa de la ciudad-prefectura de Lüliang. Se ubica al oeste de la provincia de Shanxi, este de la República Popular China. Su área es de 1509 km² y su población total para 2010 fue de +100 mil habitantes.

## Administración
El condado de Lan se divide en 12 pueblos que se administran en 4 poblados y 8 villas.